# Lamdia
Lamdia (łac. Diocesis Lamdiensis) – stolica historycznej diecezji we Cesarstwie rzymskim w prowincji Mauretania Cezarensis, zlikwidowana w VII w. podczas ekspansji islamskiej, współcześnie w północnej Algierii. Obecnie katolickie biskupstwo tytularne.

## Biskupi tytularni
| Lp. | Biskup                         | Funkcja                                          | Od                | Do                   |
| --- | ------------------------------ | ------------------------------------------------ | ----------------- | -------------------- |
| 1   | Santos Ubierna                 | wikariusz apostolski Thái Bình (Wietnam)         | 24 lutego 1942    | 15 kwietnia 1955     |
| 2   | Germán Villa Gaviria           | biskup pomocniczy Cartagena de Indias (Kolumbia) | 10 listopada 1956 | 3 lutego 1959        |
| 3   | Evelio Díaz y Cía              | biskup pomocniczy Hawany (Kuba)                  | 21 marca 1959     | 14 listopada 1959    |
| 4   | Bruno Pelaia                   | biskup koadiutor Tricarico (Włochy)              | 19 kwietnia 1960  | 10 lutego 1961       |
| 5   | Luis Eduardo Henríquez Jiménez | biskup pomocniczy Caracas (Wenezuela)            | 12 maja 1962      | 9 listopada 1972     |
| 6   | Angel Nicolás Acha Duarte      | biskup pomocniczy Villarrica (Paragwaj)          | 22 grudnia 1975   | 5 czerwca 1978       |
| 7   | José María Montes              | biskup pomocniczy La Platy (Argentyna)           | 15 czerwca 1978   | 19 stycznia 1983     |
| 8   | Baltazar Porras                | biskup pomocniczy Meridy (Wenezuela)             | 23 lipca 1983     | 30 października 1991 |
| 9   | Héctor Aguer                   | biskup pomocniczy La Platy (Argentyna)           | 26 lutego 1992    | 26 czerwca 1998      |
| 10  | Jean Gagnon                    | biskup pomocniczy Quebecu (Kanada)               | 24 grudnia 1998   | 15 listopada 2002    |
| 11  | Simon-Pierre Saint-Hillien     | biskup pomocniczy Port-au-Prince (Haiti)         | 10 grudnia 2002   | 6 sierpnia 2009      |
| 12  | Marian Eleganti                | biskup pomocniczy Chur (Szwajcaria)              | 7 grudnia 2009    |                      |